# Liste der Monuments historiques in Châtres (Seine-et-Marne)
Die Liste der Monuments historiques in Châtres (Seine-et-Marne) führt die Monuments historiques in der französischen Gemeinde Châtres auf.

## Liste der Bauwerke
| Bezeichnung      | Beschreibung | Standort | Kennzeichnung | Schutzstatus | Datum | Bild           |
| ---------------- | ------------ | -------- | ------------- | ------------ | ----- | -------------- |
| Schloss Boulayes |              | (Lage)   | PA00086883    | Inscrit      | 1946  | weitere Bilder |

## Liste der Objekte

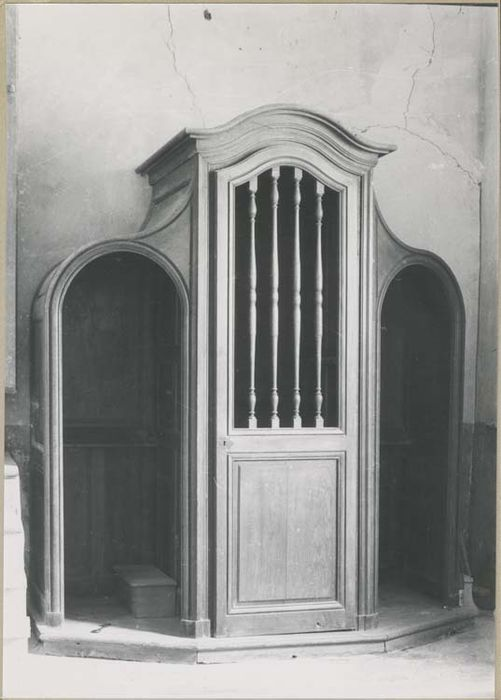
Beichtstuhl aus dem 19. Jahrhundert in der Kirche St-Antoine

- Monuments historiques (Objekte) in Châtres (Seine-et-Marne) in der Base Palissy des französischen Kultusministeriums